# Marialzira Perestrello
Marialzira Perestrello (nació en  Río de Janeiro, 5 de marzo de 1916 y murió el 27 de enero de 2015 en Río de Janeiro) fue médica, poeta y novelista brasileña . 

## Formación
Se graduó en medicina en 1939 en la Facultad Nacional de Medicina de la Universidad de Brasil . 

## Actuación profesional
- Centro de Estudios Juliano Moreira;
- Asociación Psicoanalítica Argentina (Miembro en proceso de adhesión);
- Clínica de orientación infantil, Instituto de Psiquiatría, Universidad de Brasil;[1]
- Sociedad Brasileña de Psicoanálisis[2]
- Revista de Psicoanálisis e Historia (Editor Asociado de Brasil).

## Actuación literaria
- Academia Brasileña de Escritores Médicos - Abrames - ocupó la silla 37.
- Pen Club de Brasil

## Libros publicados
- Hay un cuadrado de cielo que no vuelcan (1972)
- Encuentros: Psicanálise &… (1972 y 1992)
- Nuestra esquina a nuestro jeito (1975)
- Calles calladas (1978)
- Historia de la Sociedad Brasileña de Psicanálise de Río de Janeiro (1987)
- Manos dadas (1989)
- La música persiste… (1995)
- La formación cultural de Freud (1996)
- Cartas a un joven psicanalista (1998)
- Todo es presente (2001)
- Caminos de la vida (2000 y 2003)
- Pedazos de la vida (2005)
- Futuro olvidado (2005)
- La barca blanca (2007).

## Premios y distinciones
- Personalidad Cultural, por la Unión Brasileña de Escritores;
- Indicada por el Consejo Nacional de Mujeres de Brasil cómo una de las diez mujeres de 2004;
- Estudiada en tesis por la Pontificia Universidad Católica, bajo el título: Marialzira Perestrello: Un poco de la vida y de la obra de una pionera de la Psicanálise en Río de Janeiro;
- Recibió placa de homenaje de la Asociación Brasileña de Psicanálise;
- Placa ofertada por el Pen Club como ejemplo dedicado a la cultura.